# 瓦尔伯莱
瓦尔伯莱（法語：Valbeleix，法語發音：[valbəlɛ]）是法国多姆山省的一个市镇，属于伊苏瓦尔区。

## 地理
瓦尔伯莱（45°28'8"N, 2°59'14"E）面积22.41 平方千米，位于法国奥弗涅-罗讷-阿尔卑斯大区多姆山省，该省份为法国中南部省份，北起阿列省接壤，东临卢瓦尔省，南至上盧瓦爾省和康塔爾省，西接科雷兹省和克勒兹省。
与瓦尔伯莱接壤的市镇（或旧市镇、城区）包括：贝斯和圣阿纳斯泰斯、沙萨涅、孔潘、库尔古勒、罗什夏尔-拉迈朗、圣迪耶里、圣皮埃尔科拉米讷。

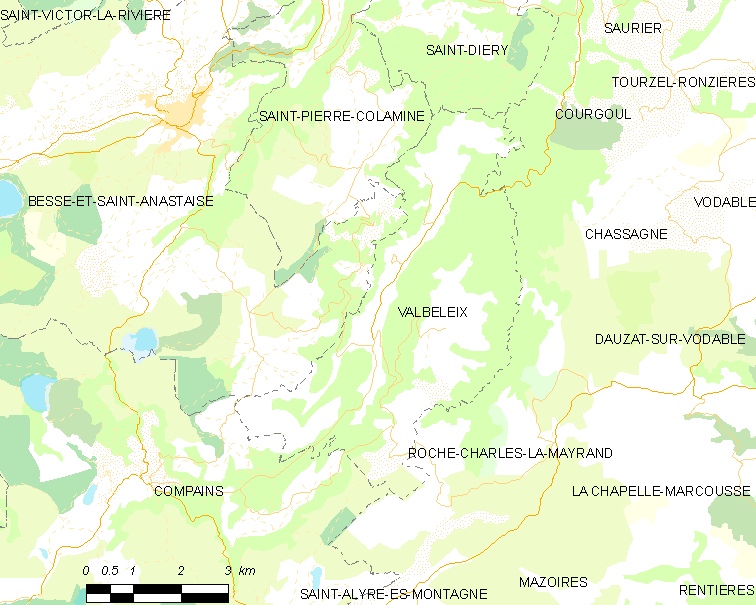
瓦尔伯莱的OSM定位图

瓦尔伯莱的时区为UTC+01:00、UTC+02:00（夏令时）。

## 行政
瓦尔伯莱的邮政编码为63610，INSEE市镇编码为63440。

## 政治
瓦尔伯莱所属的省级选区为勒桑西县。

## 人口

1962-2008年间瓦尔伯莱人口变化图示

瓦尔伯莱于2022年1月1日时的人口数量为145人。